# Cúp bóng đá Ukraina 2009–10
 Cúp bóng đá Ukraina 2009–10 là mùa giải thứ 19 của giải đấu bóng đá loại trực tiếp hàng năm ở Ukraina, còn có tên là DATAGROUP – Football Ukraine Cup hay Kubok of Ukraine.
Giải cúp khởi tranh với một vòng loại nơi các đội bóng từ Druha Liha và đội vô địch Cúp nghiệp dư tham gia. Ở vòng loại thứ hai, các đội từ Persha Liha bước vào giải và sau đó ở vòng 32 đội các đội từ Giải vô địch quốc gia sẽ tham gia.
Tavriya Simferopol đánh bại Metalurh Donetsk 3–2 trong trận chung kết và được quyền tham gia vòng play-off của UEFA Europa League 2010–11.

## Phân bổ đội bóng
Có 52 đội tham gia giải đấu cúp mùa này.

### Phân phối
|                             |                             | Đội bóng tham gia vòng này | Đội bóng vượt qua vòng trước        |
| --------------------------- | --------------------------- | --- | ----------------------------------- |
| Vòng loại thứ nhất (18 đội) | Vòng loại thứ nhất (18 đội) | - 17 đội từ Giải hạng nhì (xếp hạt giống thấp hơn) - 1 đội từ đội vô địch Cúp nghiệp dư (Irpin Horenychi)                               |                                     |
| Vòng loại thứ hai (32 đội)  | Vòng loại thứ hai (32 đội)  | - 17 đội từ Giải hạng nhất - 5 đội từ Giải hạng nhì (xếp hạt giống cao hơn) - 1 đội miễn đấu (do sự bỏ cuộc của Ihroservice Simferopol) | - 9 đội thắng từ vòng loại thứ nhất |
| Vòng đấu chính (32 đội)     | Vòng đấu chính (32 đội)     | - 16 đội từ Giải vô địch quốc gia | - 16 đội thắng từ vòng loại thứ hai |

### Ngày thi đấu và bốc thăm
Tất cả các lễ bốc thăm đều diễn ra ở trụ sở FFU (Building of Football) ở Kiev.
| Giai đoạn      | Vòng đấu           | Ngày bốc thăm                                          | Ngày thi đấu                                           |
| -------------- | ------------------ | ------------------------------------------------------ | ------------------------------------------------------ |
| Vòng loại      | Vòng loại thứ nhất | 7 tháng 7 năm 2009                                     | 18 tháng 7 năm 2009                                    |
| Vòng loại      | Vòng loại thứ hai  | 22 tháng 7 năm 2009                                    | 4–5 20 tháng Tám09                                     |
| Vòng đấu chính | Vòng 32 đội        | 6 20 tháng Tám09                                       | 15 20 tháng Tám09                                      |
| Vòng đấu chính | Vòng 16 đội        | 19 20 tháng Tám09                                      | 12 tháng 9 năm 2009                                    |
| Vòng đấu chính | Tứ kết             | 23 tháng 9 năm 2009                                    | 28 tháng 10 năm 2009                                   |
| Vòng đấu chính | Bán kết            | 11 tháng 11 năm 2009                                   | 24 tháng 3 năm 2010                                    |
| Vòng đấu chính | Chung kết          | 16 tháng 5 năm 2010 tại Sân vận động Metalist, Kharkiv | 16 tháng 5 năm 2010 tại Sân vận động Metalist, Kharkiv |

### Miễn đấu
Sự miễn đấu xuất hiện vì một chi tiết nhỏ trong phân bổ đội bóng đầu mùa giải. Ban đầu FC Ihroservice Simferopol đến phút cuối cùng được xem xét là thành viên của Giải hạng nhất 2009–10, tuy nhiên đội bóng bị đưa ra điều kiện phải cung cấp sự bảo đảm tài chính với hạn cuối là ngày 8 tháng 7 năm 2009 (2pm LST). Với giải Cúp bóng đá Ukraina đang diễn ra và được bốc thăm vào ngày 7 tháng 7 năm 2009 (chỉ trước đó một ngày), đội bóng Crimean không thể đáp ứng điều kiện. Liên đoàn bóng đá chuyên nghiệp Ukraina loại đội bóng khỏi tất cả các giải đấu và sắp xếp một trận đấu play-off bổ sung giữa các đội đứng thứ hai ở Giải bóng đá hạng nhì quốc gia Ukraina 2008-09 (Arsenal - Poltava). Sau khi thắng trận play-off ngày 12 tháng 7 năm 2009, FC Arsenal Bila Tserkva trở thành đội bóng thuộc Giải bóng đá hạng nhất quốc gia Ukraina 2009-10, tuy nhiên việc không được thi đấu của Ihroservice trở thành sự miễn đấu dành cho FC Kharkiv trong lễ bốc thăm ngày 22 tháng 7 năm 2009.

## Lịch thi đấu

### Vòng loại thứ nhất (1/64)
Vòng này có sự tham gia của 17 đội từ Druha Liha và đội vô địch Cúp bóng đá nghiệp dư Ukraina. Lễ bốc thăm Vòng loại thứ nhất diễn ra vào ngày 7 tháng 7 năm 2009. Các trận đấu diễn ra vào ngày tháng 7 năm 18, 2009.
| MFC Mykolaiv        | 3 – 0                  | Olkom Melitopol          |  |
| Veres Rivne         | 2 – 0                  | Hirnyk-Sport Komsomolsk  |  |
| Bastion Illichivsk  | 2 – 1                  | Kremin Kremenchuk        |  |
| Irpin Horenychi(1)  | w/o(2)                 | Dynamo Khmelnytskyi      |  |
| FC Sumy             | 2 – 1                  | Bukovyna Chernivtsi      |  |
| Shakhtar Sverdlovsk | 1 – 0                  | Ros Bila Tserkva         |  |
| Hirnik Kryvyi Rih   | 2 – 2 (s.h.p.), p. 3–1 | Dnipro-75 Dnipropetrovsk |  |
| FC Morshyn          | 3 – 0(4)               | Olimpik Donetsk          |  |

Ghi chú:
^(1)  Vào vòng tiếp theo với tư cách vô địch Cúp nghiệp dư Ukraina 2008 

^(2)  Trận đấu không diễn ra do tai nạn xe buýt liên quan đến Dynamo Khmelnytsky với nhiều cầu thủ chủ chốt bị thương nghiêm trọng. PFL loại Dynamo khỏi giải. 

^(3)  Ban đầu được bốc thăm ở vòng này, nhưng Yednist Plysky vào vòng tiếp theo vì FC Titan Donetsk bỏ cuộc khỏi thứ hạng chuyên nghiệp.

^(4)  Trận thắng 3–0 cho FC Morshyn. Olimpik Donetsk từ chối di chuyển, giải thích rằng ban nhân phải sắp xếp cho Euro U-19 2009. PFL phạt Olimpik Donetsk 15,000 hryvni vì không đến tham gia trận đấu.

### Vòng loại thứ hai (1/32)
Vòng này có sự tham gia của tất cả 18 đội từ Persha Liha. Các đội này được bốc thăm với 9 đội thắng ở vòng loại thứ nhất. Lễ bốc thăm vòng loại thứ hai diễn ra vào ngày 22 tháng 7 năm 2009.
Các trận đấu diễn ra vào ngày tháng Tám 5, 2009.
| Enerhetyk Burshtyn    | 1 – 1 (s.h.p.), p. 6–5(6) | Helios Kharkiv               |  |
| Bastion Illichivsk    | 0 – 3(6)                  | Krymteplitsia Molodizhne     |  |
| Dnister Ovidiopol     | 1 – 0                     | Arsenal Bila Tserkva         |  |
| Desna Chernihiv       | 1 – 2                     | Nyva Ternopil                |  |
| Nyva Vinnytsia        | 0 – 1                     | Feniks-Illichovets Kalinine  |  |
| Stal Alchevsk         | 2 – 1                     | PFC Sevastopol               |  |
| Veres Rivne           | 0 – 4                     | CSCA Kyiv                    |  |
| FC Sumy               | 0 – 1                     | Naftovyk-Ukrnafta Okhtyrka   |  |
| Yednist Plysky        | 5 – 1 (s.h.p.)            | Hirnik Kryvyi Rih            |  |
| MFC Mykolaiv          | 1 – 0                     | Prykarpattya Ivano-Frankivsk |  |
| Irpin Horenychi       | 1 – 4(7)                  | Volyn Lutsk                  |  |
| FC Poltava            | 1 – 0                     | FC Lviv                      |  |
| Stal Dniprodzerzhynsk | 1 – 0                     | Zirka Kirovohrad             |  |
| Shakhtar Sverdlovsk   | 2 – 0                     | FC Morshyn                   |  |
| Tytan Armyansk        | 0 – 2                     | PFC Oleksandriya             |  |

Ghi chú:
^(5)  FC Kharkiv vào vòng tiếp theo vì Ihroservice Simferopol bỏ cuộc khỏi thứ hạng chuyên nghiệp.
^(6)  Trận đấu diễn ra vào ngày 4 20 tháng Tám09
^(7)  Trận đấu diễn ra ở Bucha, Kiev Oblast

### Cặp đấu
|  | Round 32 | Round 32              | Round 32 |                      |    | Vòng Một6             | Vòng Một6 | Vòng Một6 |  |  | Quarterfinals | Quarterfinals | Quarterfinals |  |  | Semifinals | Semifinals | Semifinals |  |  | Final | Final | Final |  |
|  |          |                       |          |                      |    |                       |           |           |  |  |               |               |               |  |  |            |            |            |  |  |       |       |       |  |
|  | 1L       | PFC Oleksandria       | 2        |                      |    |                       |           |           |  |  |               |               |               |  |  |            |            |            |  |  |       |       |       |  |
|  | 1L       | PFC Oleksandria       | 2        |                      |    |                       |           |           |  |  |               |               |               |  |  |            |            |            |  |  |       |       |       |  |
|  | 1L       | Volyn Lutsk           | 3*       |                      |    |                       |           |           |  |  |               |               |               |  |  |            |            |            |  |  |       |       |       |  |
|  | 1L       | Volyn Lutsk           | 3*       |                      | 1L | Volyn Lutsk           | 2         |           |  |  |               |               |               |  |  |            |            |            |  |  |       |       |       |  |
|  |          |                       |          |                      | 1L | Volyn Lutsk           | 2         |           |  |  |               |               |               |  |  |            |            |            |  |  |       |       |       |  |
|  |          |                       | PL       | Kryvbas Kryvyi Rih   | 1  |                       |           |           |  |  |               |               |               |  |  |            |            |            |  |  |       |       |       |  |
|  | PL       | Kryvbas Kryvyi Rih    | PL       | Kryvbas Kryvyi Rih   | 1  | 5                     |           |           |  |  |               |               |               |  |  |            |            |            |  |  |       |       |       |  |
|  | PL       | Kryvbas Kryvyi Rih    |          |                      |    |                       |           |           |  |  |               |               |               |  |  |            |            |            |  |  |       |       |       |  |
|  | PL       | Zoria Luhansk         | 0        |                      |    |                       |           |           |  |  |               |               |               |  |  |            |            |            |  |  |       |       |       |  |
|  | PL       | Zoria Luhansk         | 0        |                      | 1L | Volyn Lutsk           | 2*        |           |  |  |               |               |               |  |  |            |            |            |  |  |       |       |       |  |
|  |          |                       |          |                      |    |                       |           |           |  |  |               |               |               |  |  |            |            |            |  |  |       |       |       |  |
|  |          |                       | PL       | Metalurh Zaporizhia  | 1  |                       |           |           |  |  |               |               |               |  |  |            |            |            |  |  |       |       |       |  |
|  | 2L       | MFK Mykolaiv          | PL       | Metalurh Zaporizhia  | 1  | 0                     |           |           |  |  |               |               |               |  |  |            |            |            |  |  |       |       |       |  |
|  | 2L       | MFK Mykolaiv          |          |                      |    |                       |           |           |  |  |               |               |               |  |  |            |            |            |  |  |       |       |       |  |
|  | 1L       | Krymteplytsia Molod.  | 1        |                      |    |                       |           |           |  |  |               |               |               |  |  |            |            |            |  |  |       |       |       |  |
|  | 1L       | Krymteplytsia Molod.  | 1        |                      | 1L | Krymteplytsia Molod.  | 1         |           |  |  |               |               |               |  |  |            |            |            |  |  |       |       |       |  |
|  |          |                       |          |                      | 1L | Krymteplytsia Molod.  | 1         |           |  |  |               |               |               |  |  |            |            |            |  |  |       |       |       |  |
|  |          |                       | PL       | Metalurh Zaporizhia  | 2  |                       |           |           |  |  |               |               |               |  |  |            |            |            |  |  |       |       |       |  |
|  | PL       | Vorskla Poltava       | PL       | Metalurh Zaporizhia  | 2  | 2                     |           |           |  |  |               |               |               |  |  |            |            |            |  |  |       |       |       |  |
|  | PL       | Vorskla Poltava       |          |                      |    |                       |           |           |  |  |               |               |               |  |  |            |            |            |  |  |       |       |       |  |
|  | PL       | Metalurh Zaporizhia   | 3*       |                      |    |                       |           |           |  |  |               |               |               |  |  |            |            |            |  |  |       |       |       |  |
|  | PL       | Metalurh Zaporizhia   | 3*       |                      | 1L | Volyn Lutsk           | 1         |           |  |  |               |               |               |  |  |            |            |            |  |  |       |       |       |  |
|  |          |                       |          |                      |    |                       |           |           |  |  |               |               |               |  |  |            |            |            |  |  |       |       |       |  |
|  |          |                       | PL       | Tavriya Simferopol   | 2  |                       |           |           |  |  |               |               |               |  |  |            |            |            |  |  |       |       |       |  |
|  | 2L       | Stal Dniprodzerzhynsk | PL       | Tavriya Simferopol   | 2  | 0                     |           |           |  |  |               |               |               |  |  |            |            |            |  |  |       |       |       |  |
|  | 2L       | Stal Dniprodzerzhynsk |          |                      |    |                       |           |           |  |  |               |               |               |  |  |            |            |            |  |  |       |       |       |  |
|  | PL       | Tavriya Simferopol    | 4        |                      |    |                       |           |           |  |  |               |               |               |  |  |            |            |            |  |  |       |       |       |  |
|  | PL       | Tavriya Simferopol    | 4        |                      | PL | Tavriya Simferopol    | 4         |           |  |  |               |               |               |  |  |            |            |            |  |  |       |       |       |  |
|  |          |                       |          |                      | PL | Tavriya Simferopol    | 4         |           |  |  |               |               |               |  |  |            |            |            |  |  |       |       |       |  |
|  |          |                       | PL       | Illichivets Mariupol | 2  |                       |           |           |  |  |               |               |               |  |  |            |            |            |  |  |       |       |       |  |
|  | 2L       | Shakhtar Sverdlovsk   | PL       | Illichivets Mariupol | 2  | 1                     |           |           |  |  |               |               |               |  |  |            |            |            |  |  |       |       |       |  |
|  | 2L       | Shakhtar Sverdlovsk   |          |                      |    |                       |           |           |  |  |               |               |               |  |  |            |            |            |  |  |       |       |       |  |
|  | PL       | Illichivets Mariupol  | 3        |                      |    |                       |           |           |  |  |               |               |               |  |  |            |            |            |  |  |       |       |       |  |
|  | PL       | Illichivets Mariupol  | 3        |                      | PL | Tavriya Simferopol    | 4         |           |  |  |               |               |               |  |  |            |            |            |  |  |       |       |       |  |
|  |          |                       |          |                      |    |                       |           |           |  |  |               |               |               |  |  |            |            |            |  |  |       |       |       |  |
|  |          |                       | PL       | Obolon Kyiv          | 0  |                       |           |           |  |  |               |               |               |  |  |            |            |            |  |  |       |       |       |  |
|  | 1L       | Stal Alchevsk         | PL       | Obolon Kyiv          | 0  | 1                     |           |           |  |  |               |               |               |  |  |            |            |            |  |  |       |       |       |  |
|  | 1L       | Stal Alchevsk         |          |                      |    |                       |           |           |  |  |               |               |               |  |  |            |            |            |  |  |       |       |       |  |
|  | PL       | Chornomorets Odessa   | 0        |                      |    |                       |           |           |  |  |               |               |               |  |  |            |            |            |  |  |       |       |       |  |
|  | PL       | Chornomorets Odessa   | 0        |                      | 1L | Stal Alchevsk         | 0         |           |  |  |               |               |               |  |  |            |            |            |  |  |       |       |       |  |
|  |          |                       |          |                      | 1L | Stal Alchevsk         | 0         |           |  |  |               |               |               |  |  |            |            |            |  |  |       |       |       |  |
|  |          |                       | PL       | Obolon Kyiv          | 3  |                       |           |           |  |  |               |               |               |  |  |            |            |            |  |  |       |       |       |  |
|  | 2L       | CSCA Kyiv             | PL       | Obolon Kyiv          | 3  | 1                     |           |           |  |  |               |               |               |  |  |            |            |            |  |  |       |       |       |  |
|  | 2L       | CSCA Kyiv             |          |                      |    |                       |           |           |  |  |               |               |               |  |  |            |            |            |  |  |       |       |       |  |
|  | PL       | Obolon Kyiv           | 1p       |                      |    |                       |           |           |  |  |               |               |               |  |  |            |            |            |  |  |       |       |       |  |
|  | PL       | Obolon Kyiv           | 1p       |                      | PL | Tavriya Simferopol    | 3         |           |  |  |               |               |               |  |  |            |            |            |  |  |       |       |       |  |
|  |          |                       |          |                      |    |                       |           |           |  |  |               |               |               |  |  |            |            |            |  |  |       |       |       |  |
|  |          |                       | PL       | Metalurh Donetsk     | 2  |                       |           |           |  |  |               |               |               |  |  |            |            |            |  |  |       |       |       |  |
|  | 2L       | FC Poltava            | PL       | Metalurh Donetsk     | 2  | 0                     |           |           |  |  |               |               |               |  |  |            |            |            |  |  |       |       |       |  |
|  | 2L       | FC Poltava            |          |                      |    |                       |           |           |  |  |               |               |               |  |  |            |            |            |  |  |       |       |       |  |
|  | 1L       | Feniks-Illi. Kalinine | 2        |                      |    |                       |           |           |  |  |               |               |               |  |  |            |            |            |  |  |       |       |       |  |
|  | 1L       | Feniks-Illi. Kalinine | 2        |                      | 1L | Feniks-Illi. Kalinine | 1         |           |  |  |               |               |               |  |  |            |            |            |  |  |       |       |       |  |
|  |          |                       |          |                      | 1L | Feniks-Illi. Kalinine | 1         |           |  |  |               |               |               |  |  |            |            |            |  |  |       |       |       |  |
|  |          |                       | PL       | Dnipro Dnipropet.    | 2  |                       |           |           |  |  |               |               |               |  |  |            |            |            |  |  |       |       |       |  |
|  | PL       | Zakarpattia Uzhhorod  | PL       | Dnipro Dnipropet.    | 2  | 2                     |           |           |  |  |               |               |               |  |  |            |            |            |  |  |       |       |       |  |
|  | PL       | Zakarpattia Uzhhorod  |          |                      |    |                       |           |           |  |  |               |               |               |  |  |            |            |            |  |  |       |       |       |  |
|  | PL       | Dnipro Dnipropet.     | 3        |                      |    |                       |           |           |  |  |               |               |               |  |  |            |            |            |  |  |       |       |       |  |
|  | PL       | Dnipro Dnipropet.     | 3        |                      | PL | Dnipro Dnipropet.     | 1         |           |  |  |               |               |               |  |  |            |            |            |  |  |       |       |       |  |
|  |          |                       |          |                      |    |                       |           |           |  |  |               |               |               |  |  |            |            |            |  |  |       |       |       |  |
|  |          |                       | PL       | Metalurh Donetsk     | 2* |                       |           |           |  |  |               |               |               |  |  |            |            |            |  |  |       |       |       |  |
|  | 1L       | Naftovyk Okhtyrka     | PL       | Metalurh Donetsk     | 2* | 1                     |           |           |  |  |               |               |               |  |  |            |            |            |  |  |       |       |       |  |
|  | 1L       | Naftovyk Okhtyrka     |          |                      |    |                       |           |           |  |  |               |               |               |  |  |            |            |            |  |  |       |       |       |  |
|  | PL       | Metalurh Donetsk      | 1p       |                      |    |                       |           |           |  |  |               |               |               |  |  |            |            |            |  |  |       |       |       |  |
|  | PL       | Metalurh Donetsk      | 1p       |                      | PL | Metalurh Donetsk      | 2         |           |  |  |               |               |               |  |  |            |            |            |  |  |       |       |       |  |
|  |          |                       |          |                      | PL | Metalurh Donetsk      | 2         |           |  |  |               |               |               |  |  |            |            |            |  |  |       |       |       |  |
|  |          |                       | PL       | Karpaty Lviv         | 1  |                       |           |           |  |  |               |               |               |  |  |            |            |            |  |  |       |       |       |  |
|  | 1L       | FC Kharkiv            | PL       | Karpaty Lviv         | 1  | 1                     |           |           |  |  |               |               |               |  |  |            |            |            |  |  |       |       |       |  |
|  | 1L       | FC Kharkiv            |          |                      |    |                       |           |           |  |  |               |               |               |  |  |            |            |            |  |  |       |       |       |  |
|  | PL       | Karpaty Lviv          | 5        |                      |    |                       |           |           |  |  |               |               |               |  |  |            |            |            |  |  |       |       |       |  |
|  | PL       | Karpaty Lviv          | 5        |                      | PL | Metalurh Donetsk      | 2         |           |  |  |               |               |               |  |  |            |            |            |  |  |       |       |       |  |
|  |          |                       |          |                      |    |                       |           |           |  |  |               |               |               |  |  |            |            |            |  |  |       |       |       |  |
|  |          |                       | PL       | Shakhtar Donetsk     | 1  |                       |           |           |  |  |               |               |               |  |  |            |            |            |  |  |       |       |       |  |
|  | 2L       | Yednist Plysky        | PL       | Shakhtar Donetsk     | 1  | 2                     |           |           |  |  |               |               |               |  |  |            |            |            |  |  |       |       |       |  |
|  | 2L       | Yednist Plysky        |          |                      |    |                       |           |           |  |  |               |               |               |  |  |            |            |            |  |  |       |       |       |  |
|  | 1L       | Nyva Ternopil         | 1        |                      |    |                       |           |           |  |  |               |               |               |  |  |            |            |            |  |  |       |       |       |  |
|  | 1L       | Nyva Ternopil         | 1        |                      | 2L | Yednist Plysky        | 1         |           |  |  |               |               |               |  |  |            |            |            |  |  |       |       |       |  |
|  |          |                       |          |                      | 2L | Yednist Plysky        | 1         |           |  |  |               |               |               |  |  |            |            |            |  |  |       |       |       |  |
|  |          |                       | PL       | Shakhtar Donetsk     | 3  |                       |           |           |  |  |               |               |               |  |  |            |            |            |  |  |       |       |       |  |
|  | 1L       | Dnister Ovidiopol     | PL       | Shakhtar Donetsk     | 3  | 1                     |           |           |  |  |               |               |               |  |  |            |            |            |  |  |       |       |       |  |
|  | 1L       | Dnister Ovidiopol     |          |                      |    |                       |           |           |  |  |               |               |               |  |  |            |            |            |  |  |       |       |       |  |
|  | PL       | Shakhtar Donetsk      | 6        |                      |    |                       |           |           |  |  |               |               |               |  |  |            |            |            |  |  |       |       |       |  |
|  | PL       | Shakhtar Donetsk      | 6        |                      | PL | Shakhtar Donetsk      | 2         |           |  |  |               |               |               |  |  |            |            |            |  |  |       |       |       |  |
|  |          |                       |          |                      |    |                       |           |           |  |  |               |               |               |  |  |            |            |            |  |  |       |       |       |  |
|  |          |                       | PL       | Dynamo Kyiv          | 0  |                       |           |           |  |  |               |               |               |  |  |            |            |            |  |  |       |       |       |  |
|  | 1L       | Enerhetyk Burshtyn    | PL       | Dynamo Kyiv          | 0  | 0                     |           |           |  |  |               |               |               |  |  |            |            |            |  |  |       |       |       |  |
|  | 1L       | Enerhetyk Burshtyn    |          |                      |    |                       |           |           |  |  |               |               |               |  |  |            |            |            |  |  |       |       |       |  |
|  | PL       | Metalist Kharkiv      | 1        |                      |    |                       |           |           |  |  |               |               |               |  |  |            |            |            |  |  |       |       |       |  |
|  | PL       | Metalist Kharkiv      | 1        |                      | PL | Metalist Kharkiv      | 0         |           |  |  |               |               |               |  |  |            |            |            |  |  |       |       |       |  |
|  |          |                       |          |                      | PL | Metalist Kharkiv      | 0         |           |  |  |               |               |               |  |  |            |            |            |  |  |       |       |       |  |
|  |          |                       | PL       | Dynamo Kyiv          | 1  |                       |           |           |  |  |               |               |               |  |  |            |            |            |  |  |       |       |       |  |
|  | PL       | Arsenal Kyiv          | PL       | Dynamo Kyiv          | 1  | 1                     |           |           |  |  |               |               |               |  |  |            |            |            |  |  |       |       |       |  |
|  | PL       | Arsenal Kyiv          |          |                      |    |                       |           |           |  |  |               |               |               |  |  |            |            |            |  |  |       |       |       |  |
|  | PL       | Dynamo Kyiv           | 2        |                      |    |                       |           |           |  |  |               |               |               |  |  |            |            |            |  |  |       |       |       |  |

### Vòng 32 đội
Vòng này có sự tham gia của tất cả 16 đội từ Giải vô địch quốc gia. Các đội này được bốc thăm với 16 đội thắng ở vòng trước. Việc bốc thăm là ngẫu nhiên và diễn ra vào ngày 6 20 tháng Tám09.
| FC Poltava (2L) | 0 – 2    | (1L) Feniks-Illichivets Kalinine |
| --------------- | -------- | -------------------------------- |
|                 | Chi tiết | Lutsenko 83' · Korolkov 87'      |

| MFK Mykolaiv (2L) | 0 – 1    | (1L) Krymteplytsia Molodizhne |
| ----------------- | -------- | ----------------------------- |
|                   | Chi tiết | Vizaver 25'                   |

| Stal Dniprodzerzhynsk (2L) | 0 – 4    | (PL) Tavriya Simferopol                     |
| -------------------------- | -------- | ------------------------------------------- |
|                            | Chi tiết | Kovpak 5' · Platon 8' · Feshchuk 82', 90+1' |

| Stal Alchevsk (1L) | 1 – 0    | (PL) Chornomorets Odessa |
| ------------------ | -------- | ------------------------ |
| Kazankov 32'       | Chi tiết |                          |

| Shakhtar Sverdlovsk (2L) | 1 – 3    | (PL) Illichivets Mariupol                      |
| ------------------------ | -------- | ---------------------------------------------- |
| Kiryanov 3'              | Chi tiết | Pukanych 23' (ph.đ.), 79' (ph.đ.) · Kasyan 64' |

| Zakarpattia Uzhhorod (PL)   | 2 – 3    | (PL) Dnipro Dnipropetrovsk                |
| --------------------------- | -------- | ----------------------------------------- |
| Newuche 8' · Artiomenko 53' | Chi tiết | Selezniov 37' (ph.đ.), 45' · Lysytsky 73' |

| Dnister Ovidiopol (1L) | 1 – 6    | (PL) Shakhtar Donetsk                                                           |
| ---------------------- | -------- | ------------------------------------------------------------------------------- |
| Poltavets 76' (ph.đ.)  | Chi tiết | Kobin 13' · Willian 37' · Fomin 38' · Jádson 52' · Poliansky 74' · Aghahowa 81' |

| Yednist Plysky (2L)  | 2 – 1    | (1L) Nyva Ternopil |
| -------------------- | -------- | ------------------ |
| Bohdanov 20', 45'(9) | Chi tiết | Kuyanov 10'        |

| Arsenal Kyiv (PL) | 1 – 2    | (PL) Dynamo Kyiv                      |
| ----------------- | -------- | ------------------------------------- |
| Mazilu 58'        | Chi tiết | Khacheridi 23' · Milevsky 61' (ph.đ.) |

| FC Kharkiv (1L) | 1 – 5    | (PL) Karpaty Lviv                                                       |
| --------------- | -------- | ----------------------------------------------------------------------- |
| Kykot 80'       | Chi tiết | Khudobyak 31', 34' · Kuznetsov 39' (ph.đ.) · Kozhanov 58' · Batista 67' |

| Enerhetyk Burshtyn (1L) | 0 – 1    | (PL) Metalist Kharkiv |
| ----------------------- | -------- | --------------------- |
|                         | Chi tiết | Haidash 15'           |

| Naftovyk Okhtyrka (1L) | 1 – 1 (s.h.p.) pen. 2–4 (10) | (PL) Metalurh Donetsk |
| ---------------------- | ---------------------------- | --------------------- |
| Yesyp 40'              | Chi tiết                     | Volovyk 66'           |

| CSCA Kyiv (2L)                           | 3 – 3 (s.h.p.) pen. 2–4 (11) | (PL) Obolon Kyiv                                             |
| ---------------------------------------- | ---------------------------- | ------------------------------------------------------------ |
| Polishchuk 49', 54' · Babych 57' (ph.đ.) | Chi tiết                     | Kutsenko 39' (ph.đ.) · Sibiriakov 64' · Moroziuk 84' (ph.đ.) |

| Kryvbas Kryvyi Rih (PL)                                       | 5 – 0    | (PL) Zoria Luhansk |
| ------------------------------------------------------------- | -------- | ------------------ |
| Motuz 9', 56' · Bartulović 15' · Vorobey 50' · Kobakhidze 69' | Chi tiết |                    |

| PFC Oleksandria (1L)         | 2 – 3 (s.h.p.) | (1L) Volyn Lutsk                     |
| ---------------------------- | -------------- | ------------------------------------ |
| Kazaniuk 56' · Marynchuk 67' | Chi tiết       | Pischur 2', 59' (ph.đ.) · Lopes 105' |

| Vorskla Poltava (PL)  | 2 – 3 (s.h.p.) | (PL) Metalurh Zaporizhia                  |
| --------------------- | -------------- | ----------------------------------------- |
| Yesin 35' · Curri 64' | Chi tiết       | Arzhanov 44' · Nevmyvaka 87' · Hwang 116' |

Ghi chú:
^(8)  Trận đấu diễn ra tại Spartak Stadium (Odessa), Odessa để thu hút lượng khán giả lớn hơn.
^(12)  Trận đấu diễn ra tại Dynamo Club Stadium, Chapayevka (Konche-Zaspa), Kiev sau khi sân nhà của CSCA Kyiv được thông báo là không an toàn.
^(10)  Bàn thắng cho Naftovyk không được công nhận – Andriy Kikot và Oleksandr Aharin, cho Metalurh (D) – Fabihno.
^(11)  Bàn thắng cho CSCA không được công nhận – Oleksandr Polishchuk và Oleksandr Kurylko, cho Obolon – Mykola Moroziuk.
^(9)  Volodymyr Bohdanov ghi bàn sau lượt sút phạt đền thứ hai sau khi bị cản phá bởi Mykola Virkovsky.

### Vòng 16 đội
Vòng này có sự tham gia của các đội thắng ở vòng trước (11 đội Giải vô địch quốc gia, 4 đội Persha Liha và 1 đội Druha Liha). Lễ bốc thăm là ngẫu nhiên và diễn ra vào ngày 19 20 tháng Tám09.
| Yednist' Plysky (2L) | 1 – 3    | (PL) Shakhtar Donetsk                       |
| -------------------- | -------- | ------------------------------------------- |
| Nakonechny 55'       | Chi tiết | Rakytskiy 44' · Kravchenko 50' · Hladky 84' |

| Feniks-Illichivets Kalinine (1L) | 1 – 2    | (PL) Dnipro Dnipropetrovsk           |
| -------------------------------- | -------- | ------------------------------------ |
| Bobukh 10'                       | Chi tiết | Homeniuk 28' · Selezniov 86' (ph.đ.) |

| Stal Alchevsk (1L) | 0 – 3    | (PL) Obolon Kyiv                              |
| ------------------ | -------- | --------------------------------------------- |
|                    | Chi tiết | Onysko 5' · Kutsenko 27' · Miroshnychenko 90' |

| Volyn Lutsk (1L)                | 2 – 1    | (PL) Kryvbas Kryvyi Rih |
| ------------------------------- | -------- | ----------------------- |
| Maicon 6' · Pischur 83' (ph.đ.) | Chi tiết | Bartulović 66' (ph.đ.)  |

| Tavriya Simferopol (PL)                             | 4 – 2    | (PL) Illichivets Mariupol |
| --------------------------------------------------- | -------- | ------------------------- |
| Kovpak 44' · Platon 51', 79' · Gigiadze 58' (ph.đ.) | Chi tiết | Kasyan 64' · Lima 84'     |

| Krymteplytsia Molodizhne (1L) | 1 – 2    | (PL) Metalurh Zaporizhia |
| ----------------------------- | -------- | ------------------------ |
| Kucherenko 90+4'              | Chi tiết | Alozi 72' · Poliovy 78'  |

| Metalist Kharkiv (PL) | 0 – 1    | (PL) Dynamo Kyiv |
| --------------------- | -------- | ---------------- |
|                       | Chi tiết | Zozulia 17'      |

| Metalurh Donetsk (PL)              | 2 – 1    | (PL) Karpaty Lviv |
| ---------------------------------- | -------- | ----------------- |
| Fabihno 18' · Dimitrov 24' (ph.đ.) | Chi tiết | Batista 87'       |

### Tứ kết
Vòng này có sự tham gia của các đội thắng ở vòng trước (7 Giải vô địch quốc gia và 1 Persha Liha đội). Việc bốc thăm là ngẫu nhiên và diễn ra ngày 23 tháng Chín  2009.
| Tavriya Simferopol (PL)                     | 4 – 0    | (PL) Obolon Kyiv |
| ------------------------------------------- | -------- | ---------------- |
| Idahor 13', 43' · Platon 19' · Monakhov 63' | Chi tiết |                  |

| Volyn Lutsk (1L)                | 2 – 1 (s.h.p.) | (PL) Metalurh Zaporizhia |
| ------------------------------- | -------------- | ------------------------ |
| Kinash 63' · Maicon 99' (ph.đ.) | Chi tiết       | Alozi 67'                |

| Dnipro Dnipropetrovsk (PL) | 1 – 2 (s.h.p.) | (PL) Metalurh Donetsk   |
| -------------------------- | -------------- | ----------------------- |
| Selezniov 24'              | Chi tiết       | Lazić 72' · Ivanko 118' |

| Shakhtar Donetsk (PL)        | 2 – 0    | (PL) Dynamo Kyiv |
| ---------------------------- | -------- | ---------------- |
| Srna 23' · Fernandinho 90+3' | Chi tiết |                  |

### Bán kết
Vòng này có sự tham gia của các đội thắng ở vòng trước (3 Giải vô địch quốc gia và 1 Persha Liha đội). The draw is random và was held on tháng 11 11, 2009.
| Volyn Lutsk (1L) | 1 – 2    | (PL) Tavriya Simferopol |
| ---------------- | -------- | ----------------------- |
| Kurylov 54'      | Chi tiết | Kovpak 6', 44'          |

| Metalurh Donetsk (PL)  | 2 – 1    | (PL) Shakhtar Donetsk |
| ---------------------- | -------- | --------------------- |
| Mguni 6' · Dimitrov 9' | Chi tiết | Fernandihno 90+2'     |

### Chung kết
The Cup final will be diễn ra trên sân tháng Năm 16, 2010.
| Tavriya Simferopol                                                                     | 3 – 2 ((s.h.p.)) | Metalurh Donetsk                  |
| -------------------------------------------------------------------------------------- | ---------------- | --------------------------------- |
| Feschuk 2' · Kovpak 40' (ph.đ.) · Đuričić 90+6' 94' · Idahor 97' · Marković 60' 120+1' | Chi tiết         | Mkhitaryan 50' · Mário Sérgio 74' |

## Danh sách ghi bàn nhiều nhất
As of tháng Năm 16, 2010
| Cầu thủ           | Số bàn thắng | Đội bóng              |
| ----------------- | ------------ | --------------------- |
| Oleksandr Kovpak  | 5 (1)        | Tavria Simferopol     |
| Ruslan Platon     | 4            | Tavria Simferopol     |
| Kostiantyn Babych | 4 (1)        | CSCA Kyiv             |
| Yevhen Seleznyov  | 4 (3)        | Dnipro Dnipropetrovsk |
| Serhiy Morozov    | 3            | MFC Mykolaiv          |
| Ihor Rudyuk       | 3            | Yednist Plysky        |
| Oleksandr Pischur | 3 (2)        | Volyn Lutsk           |